# Nové Dvory (ort i Tjeckien, Mellersta Böhmen, lat 49,80, long 14,36)
Nové Dvory är en ort i Tjeckien.   Den ligger i regionen Mellersta Böhmen, i den centrala delen av landet, 30 km söder om huvudstaden Prag. Nové Dvory ligger 414 meter över havet och antalet invånare är 188.
Terrängen runt Nové Dvory är platt åt sydväst, men åt nordost är den kuperad. Runt Nové Dvory är det ganska glesbefolkat, med 22 invånare per kvadratkilometer. Närmaste större samhälle är Zbraslav, 19,4 km norr om Nové Dvory. I omgivningarna runt Nové Dvory växer i huvudsak blandskog.